# 小比特魯特萊克 (蒙大拿州)
小比特魯特萊克（英語：Little Bitterroot Lake）是位於美國蒙大拿州弗拉特黑德縣的普查規定居民點。

## 人口
根據2020年美國人口普查的數據，小比特魯特萊克的面積為34.05平方千米，當中陸地面積為21.83平方千米，而水域面積為12.23平方千米。當地共有人口154人，而人口密度為每平方千米4.52人。